# Centro Cultural Internacional Oscar Niemeyer
Centro Cultural Internacional Oscar Niemeyer, även känt som Centro Niemeyer, är ett internationellt kulturcentrum i Spanien som initierats av spanska staten och regionen Asturien. Centrumet är beläget i Avilés och är ritat av den brasilianske arkitekten Oscar Niemeyer. Det invigdes 26 maj 2011.

## Bildgalleri

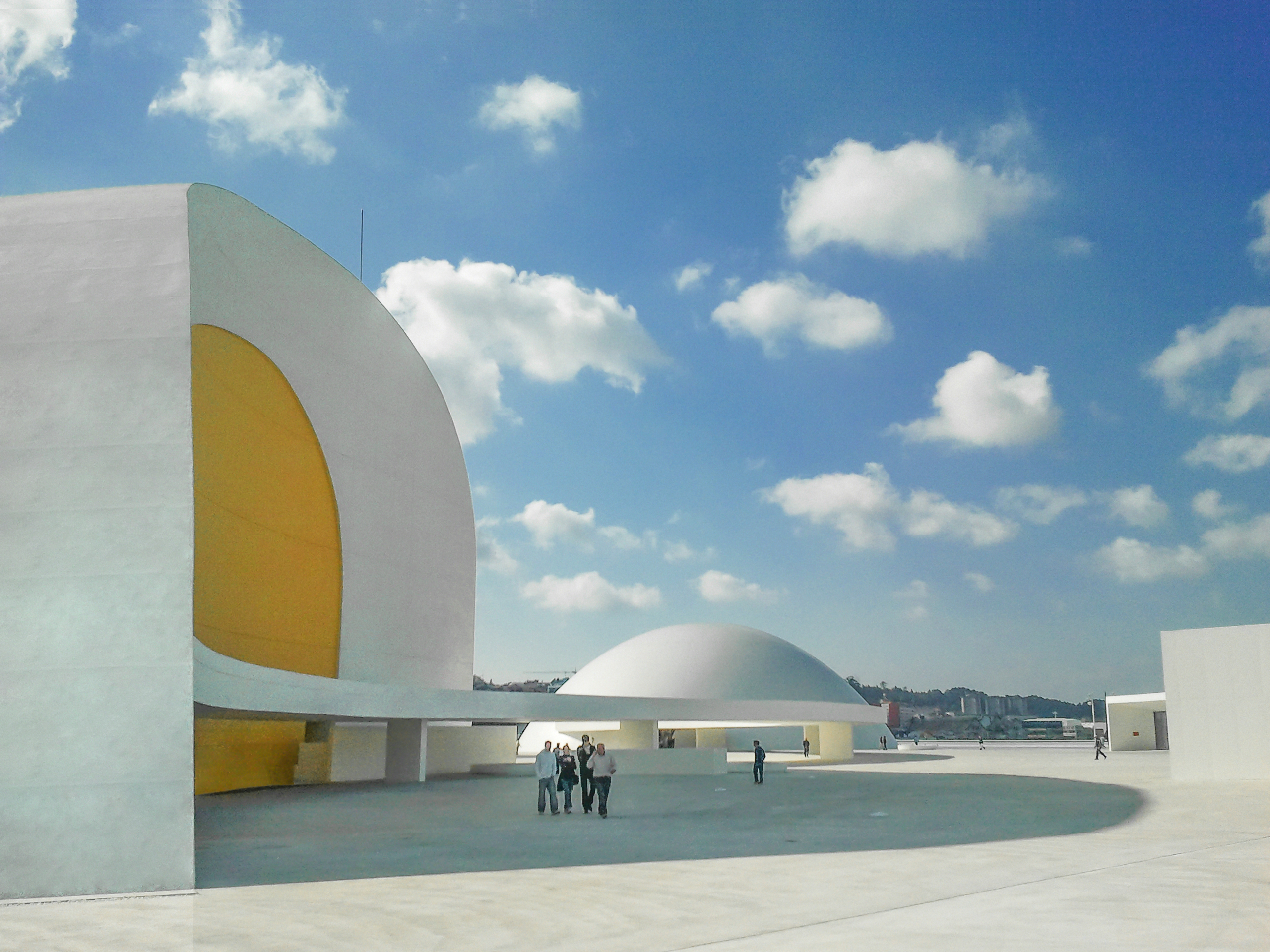
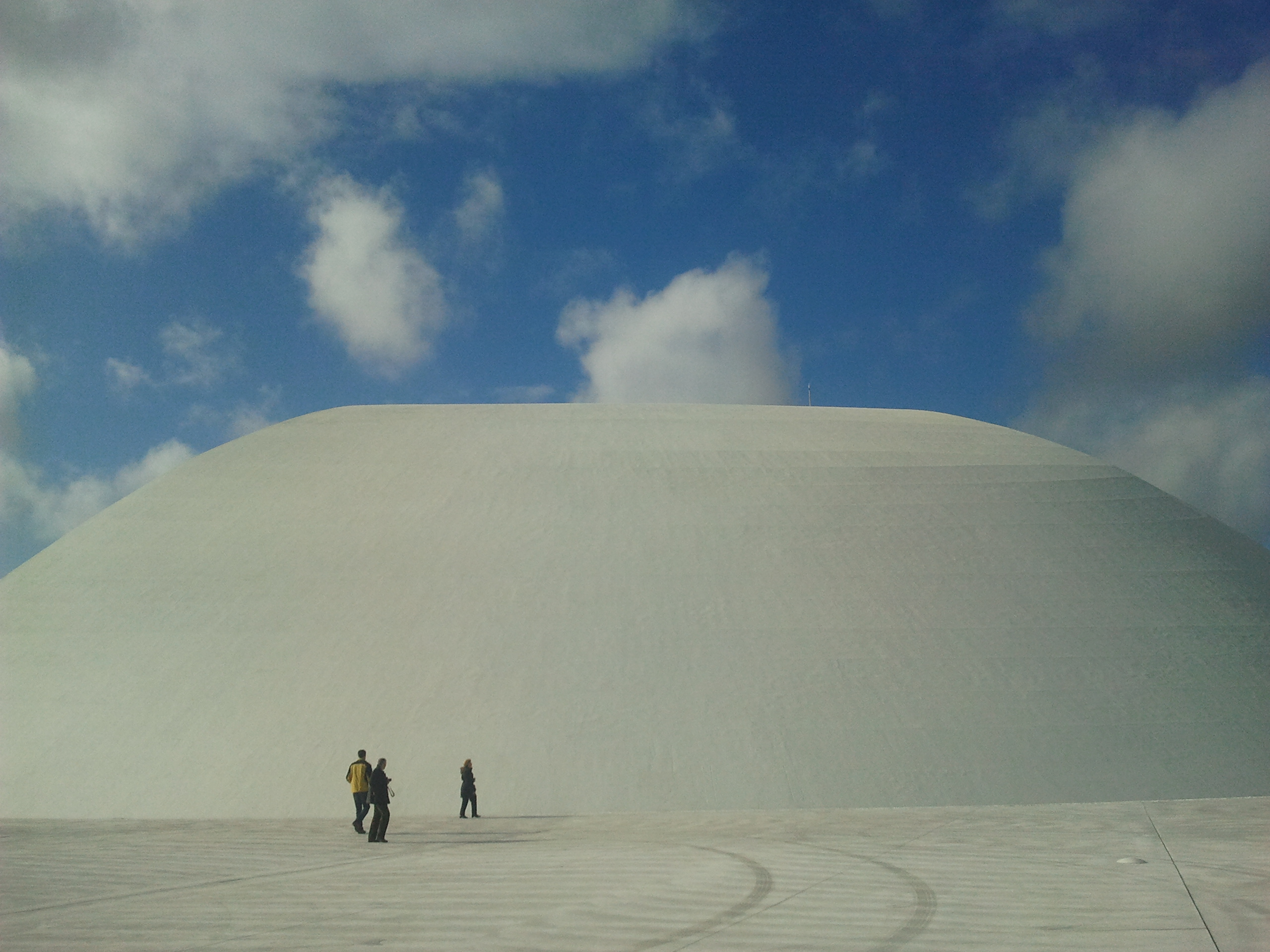
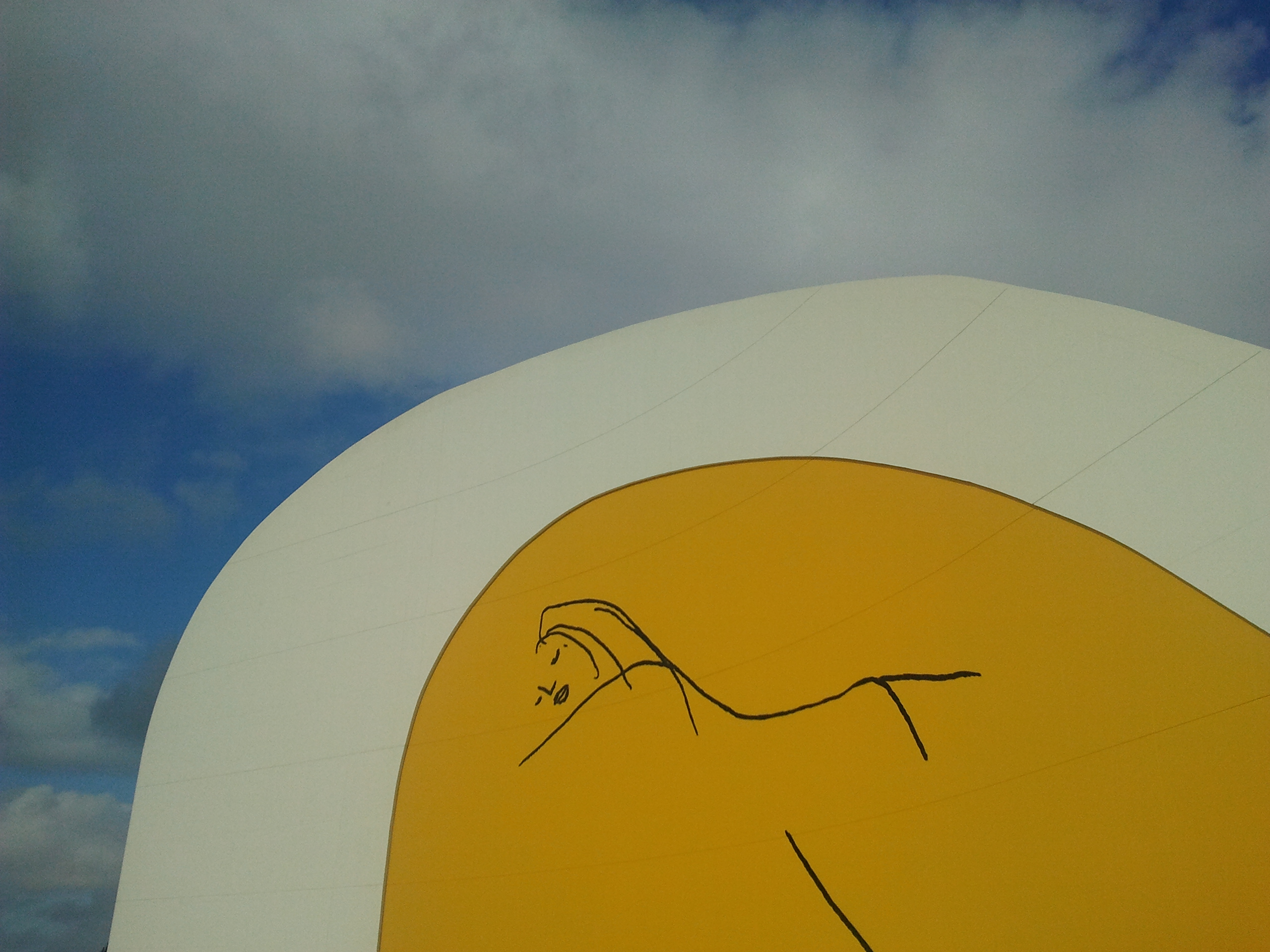
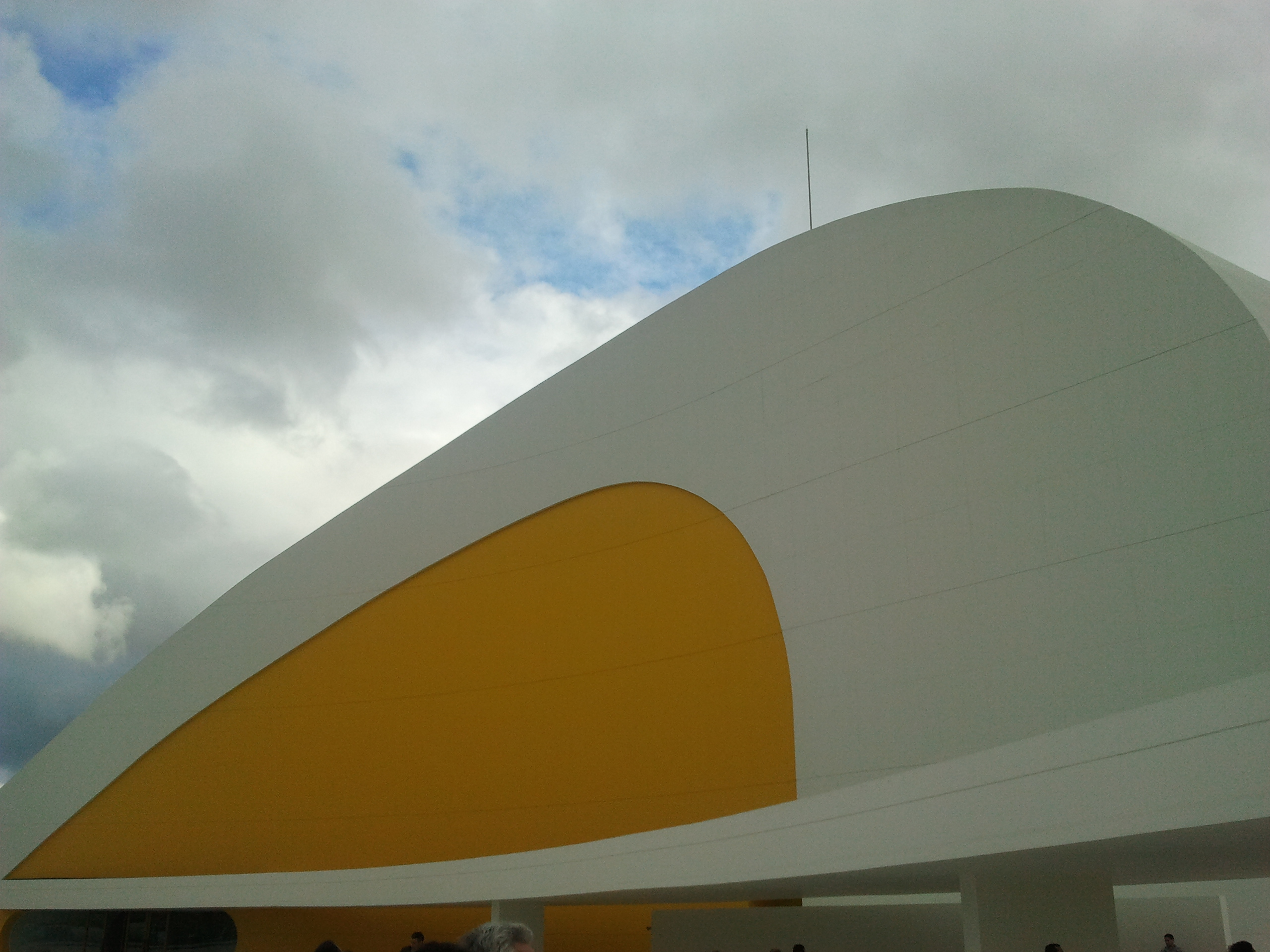
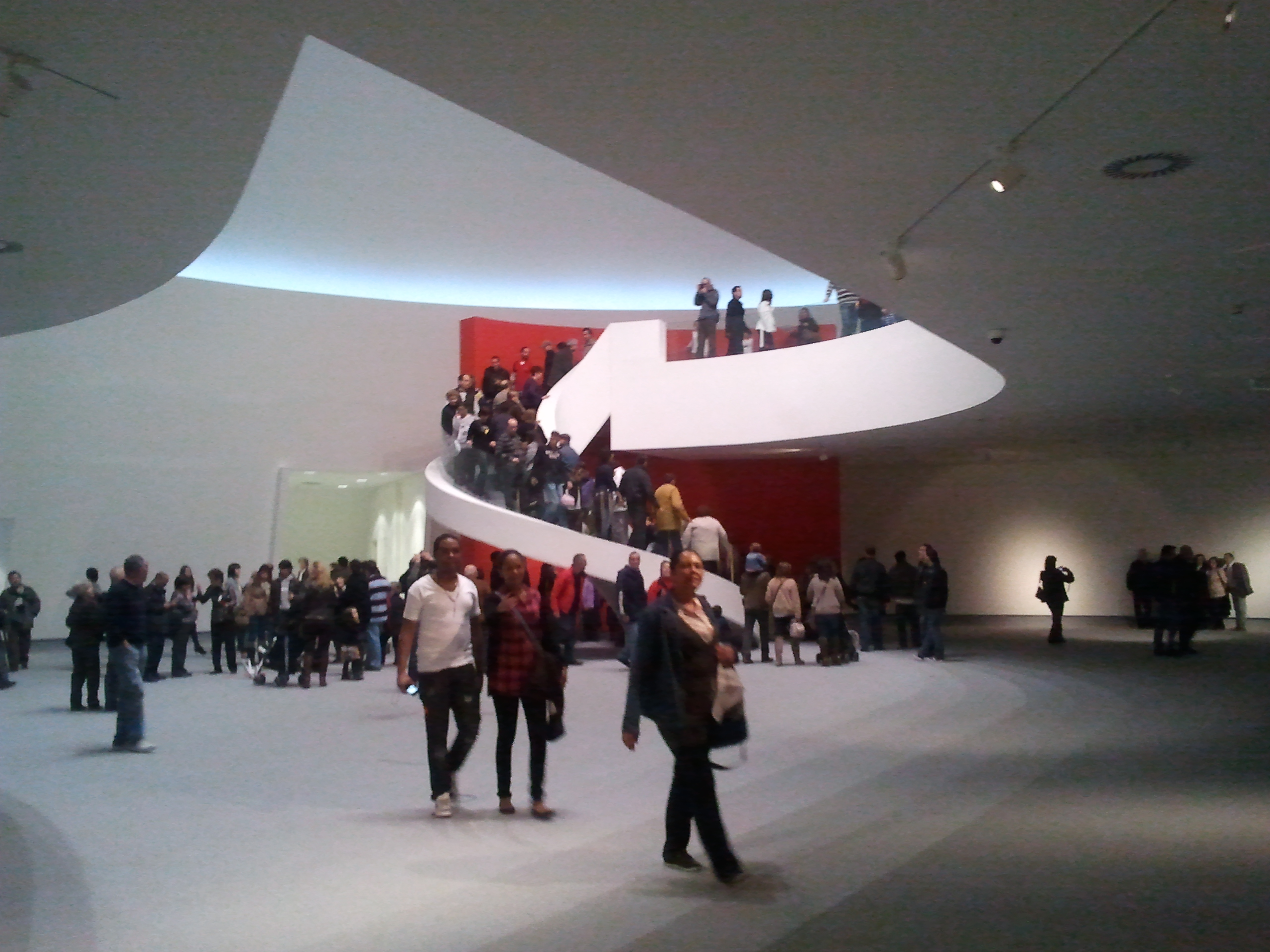
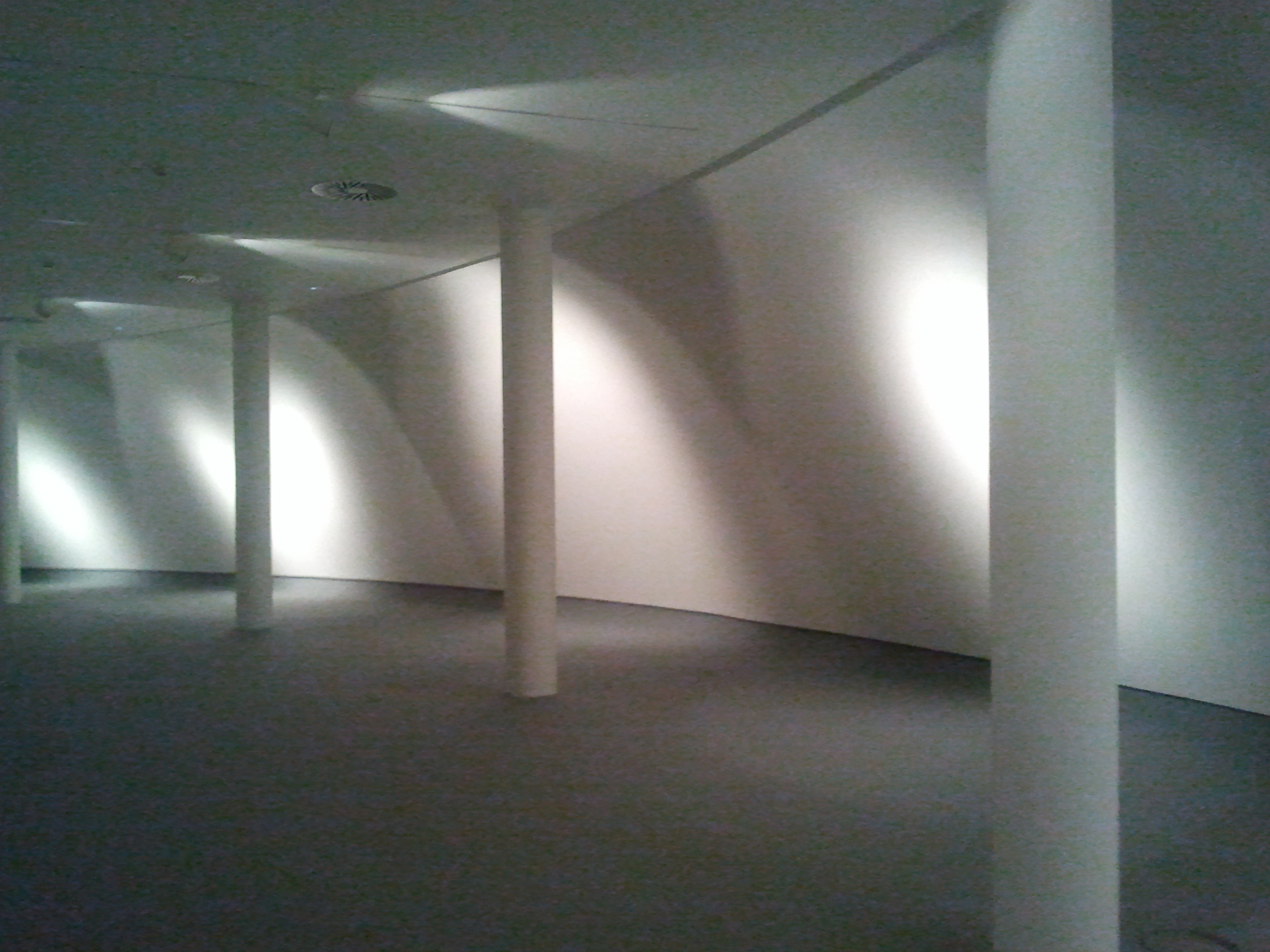
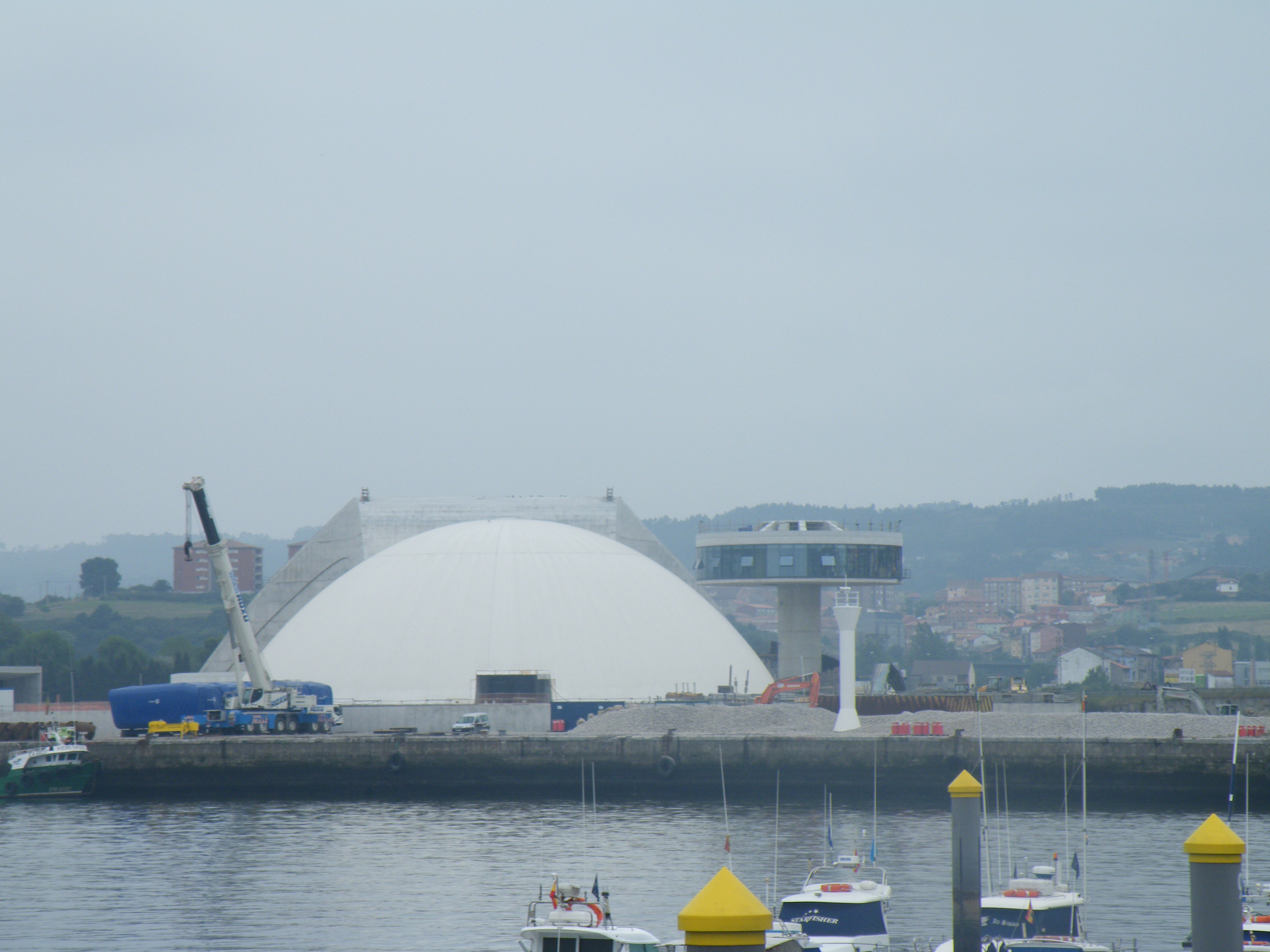
Under byggnation (2010)